# Isabel Rocatti
Maria Isabel Rocatti i Campos, de nom artístic Isabel Rocatti (Burjassot, 1958) és una actriu i directora de teatre valenciana coneguda pels seus papers de Victòria i Marcela a les sèries de TV3 Temps de Silenci i Ventdelplà, respectivament.

## Biografia
Es titulà en Art Dramàtic a l'Institut del Teatre de Barcelona. Posteriorment amplià la seva formació amb diversos cursos i tallers: Compañía Nacional de Teatro Clásico (curs "Verso en el Teatro Clásico Castellano" amb Fernando F. Gomez, Agustín Gonzalez, Emilio Gutierrez Caba i altres), Néstor Eider (Asociación Aberastury para las Artes), Carol Rosenfeld (Escola d'Uta Hagen), Bob McAndrew (curs "El actor y la cámara"), Augusto Boal (taller "Teatro do Oprimido"), Konrad Zshiedrich (curs "Teatro alemán contemporáneo"), Carles Alfaro (curs "Harold Pinter").
Ha actuat en gran nombre d'obres de teatre, en televisió i cinema. Del 1983 al 1986 formà part de la companyia Els Joglars. L'any 2001 treballà en la sèrie de TV3 Temps de silenci, i del 2005 en endavant actuà a Ventdelplà.
Als anys 2003 i 2004 impartí alguns cursos de teatre a l'associació "Actors i Actrius Professionals Valencians".
L'any 2014 va fer una exposició de pintura a la sala Les Bernardes de Salt.

## Obres com a actriu

### Teatre
- El Florido Pensil (nenes) d'Andrés Sopeña Monsalve (2016), Direcció de Fernando Bernués Mireia Gabilondo
- Joc de miralls d'Annie Baker (2015), dirigida per Juan Carlos Martel
- La ratonera d'Agatha Christie (2014-2015), amb direcció de Víctor Conde
- Noies de calendari, de Tim Firth (2012), dirigida per Antonio Calvo
- L'espera[5]
- Leonce + Lena de Georg Büchner (2007), dirigida per Pep Pla[6]
- El amor del ruiseñor de Timberlake Wertenbaker (2006), dirigida per Jordi Picó
- Cuentos de los bosques de Viena d'Odon von Horvard (2006), dirigida per Joaquín Candeias
- Una altra Ofèlia de Manuel Molins (2006), dirigida per Carlos Marchena
- Comedias bárbaras de Ramón María del Valle-Inclán (2003), dirigida per Bigas Luna
- Lisístrata de Carles Santos (2003)
- Una Alaska particular de Harold Pinter (2003), dirigida per Carles Alfaro
- Sallinger de Bernard-Marie Koltès (2002), dirigida per Carme Portaceli
- 23 centímetres (una comèdia sexual) de Carles Alberola i Roberto Garcia (2000), dirigida per Josep Maria Mestres
- Ombra (1998), dirigida per Hansel Cereza
- L'altre (Umbral) de Paco Zarzoso (1997), dirigida per Carles Alfaro
- L'hostalera de Carlo Goldoni (1996), dirigida per Sergi Belbel
- Un dia de Mercè Rodoreda (1994), dirigida per Calixto Bieito
- El dinar de Thomas Bernhard (1993), dirigida per Calixto Bieito
- L'últim vals sobre textos de Samuel Beckett (1993), dirigida per Jordi Dauder
- La mort de Woody Allen (1992), dirigida per Enric Flores
- Estimat mentider de Jerome Kilty (1991), dirigida per Rafael Calatayud
- Dancing! (1990), dirigida per Helder Costa
- El perro del hortelano de Lope de Vega (1989), dirigida per José L. Saiz
- La Marquesa Rosalinda de Ramón María del Valle Inclán (1988), dirigida per Alfredo Arias
- Els virtuosos de Fontainebleau (1985), dirigida per Albert Boadella
- Teledeum (1983), dirigida per Albert Boadella
- Antoni i Cleopatra de William Shakespeare (1983), dirigida per José Luis Saiz
- Dansa de la llança de paper (1977)
- Una història tan de menta (1977)

### Cinema
- La distancia más larga (2012), de Claudia Pinto
- Tres dies amb la família (2009), de Mar Coll
- La vida abismal (2007), de Ventura Pons, basat en la novel·la de Ferran Torrent La vida en l'abisme
- Les hores del dia (2003), de Jaume Rosales
- La ciutat dels prodigis (1999), de Mario Camus, basada en la novel·la d'Eduardo Mendoza
- L'arbre de les cireres (1998), de Marc Recha
- Uno más uno (1995), de Vicent Rubio
- És quan dormo que hi veig clar (1989), de Jordi Cadena
- El complot dels anells (1988), de Francesc Bellmunt

### Televisió
- La Vall (2018), sèrie d'À Punt
- La Que Se Avecina (2016), sèrie de Telecinco (episodi 119)
- 39+1 (2014), 2 episodis de la sèrie de TV3
- Senyor Retor (2011), sèrie de Canal 9 (26 episodis)
- Ventdelplà (2005–2010), sèrie (365 episodis)
- Coses que passen (2006), telefilm de Sílvia Munt
- Síndrome laboral (2005), telefilm de Sígfrid Monleón
- Temps de silenci (2001), sèrie (24 episodis)
- Per a què serveix un marit? (1997), de Rosa Vergés
- A flor de pell (1996), de Dani Ventura
- Herència de sang, de Xavier Berraondo
- Vostè mateix (1993), de Jesús Font
- Les criades d'Eduard Escalante, de Juli Leal
- Mercedes e Inés, de Juan Millares
- A l'est del Besòs (1988), d'Ángel Alonso
- Tres Estrelles (1987), d'El Tricicle, aparició al primer capítol

## Obres com a directora
- Poetes catalanes, a Artenbrut
- Anoche fue Valentino de Chema Cardeña (1995)[7]
- Espill romput sobre textos de Vicent Andrés Estellés (1989)[8]

## Premis
- Premi de les Arts Escèniques a la Millor Actriu per Una Alaska Particular 2004, concedit per la Generalitat Valenciana
- Premi de la Crítica per Una Alaska Particular 2003, concedit pels Crítics dels Teatres de València
- Premi Tirant a l'Actriu Protagonista per L'arbre de les cireres 1999
- Premi de la Crítica per L'altre 1998, concedit pels Crítics dels Teatres de València
- Premi a la millor interpretació femenina per Estimat mentider 1992, concedit per Generalitat Valenciana i SGAE